# Vilmantas Dilys
Vilmantas Dilys (Utena, 6 ottobre 1987) è un ex cestista lituano.

## Palmarès
- Lega Baltica: 1

Žalgiris Kaunas: 2004-05